# Marguerite Durand
Marguerite Durand (ur. 24 stycznia 1864, zm. 16 marca 1936) – francuska aktorka, dziennikarka i feministka.

## Życiorys
Urodzona jako nieślubna córka generała i pisarki. Była wychowywana przez dziadków ze strony matki. Marguerite Durand uczęszczała do rzymskokatolickiej pensji. W wieku 17 lat usamodzielniła się, rozpoczęła studia aktorskie w Comédie-Française i wkrótce stała się aktorką tej sceny. W roku 1886 porzuciła scenę i wyszła za mąż za młodego adwokata i działacza politycznego Georges'a Laguerre'a. Jej salon stał się miejscem spotkań członków ugrupowania „Bulanżystów”. Małżeństwo przetrwało tylko do 1891 roku. Marguerite Durand została dziennikarką dziennika „Le Figaro“.
W roku 1896 miała napisać krytyczny, kpiący artykuł o Międzynarodowym Kongresie Feministycznym (Congrès Féministe International), ale zetknięcie się z ruchem emancypacji kobiet przyczyniło się do radykalnej zmiany jej poglądów. 9 grudnia 1897 ukazał się pierwszy numer założonego przez nią feministycznego dziennika „La Fronde”.

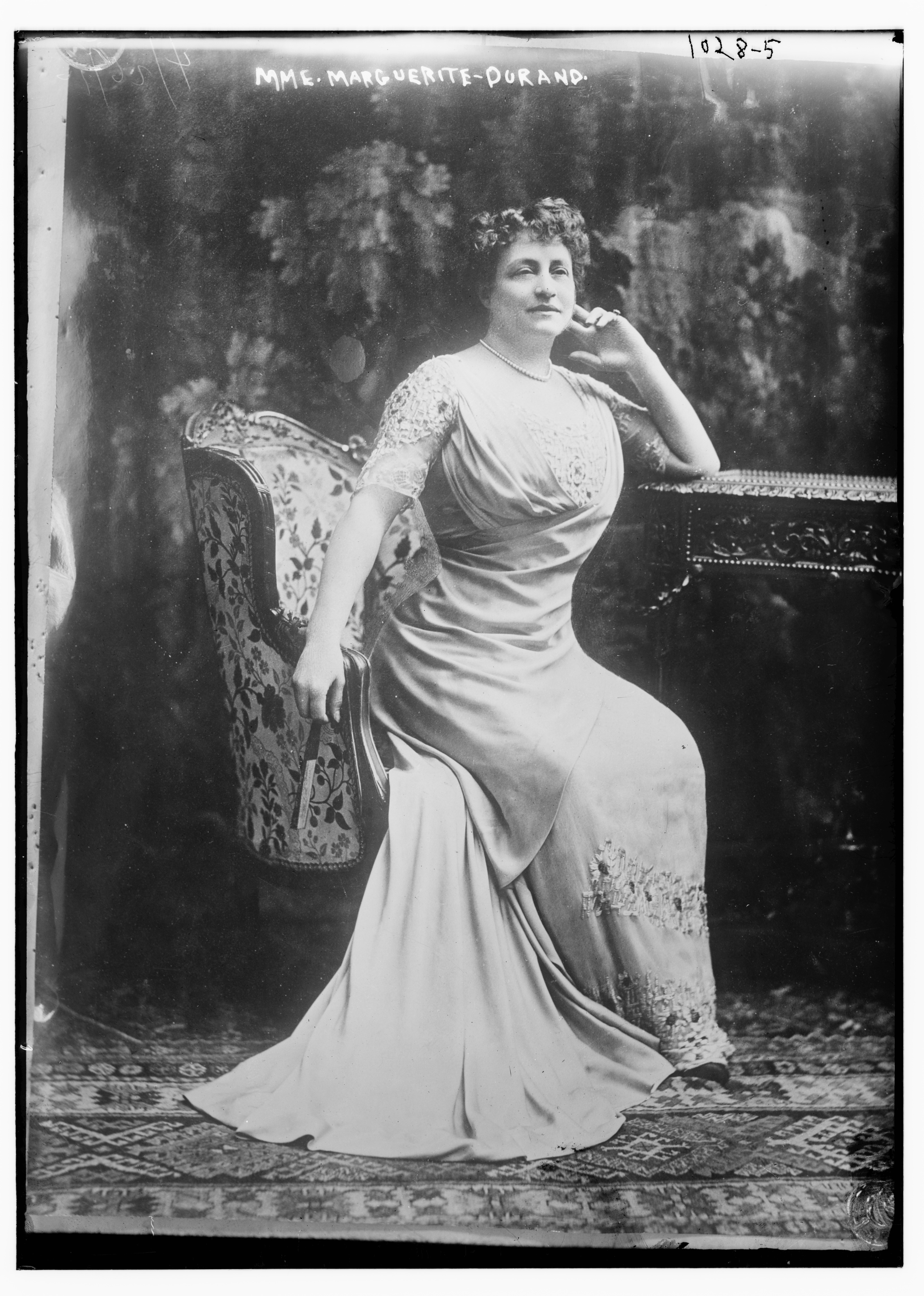
Marguerite Durand

Cała redakcja dziennika składała się wyłącznie z kobiet. „La Fronde” domagała się dopuszczenia kobiet do zawodu adwokata, do studiów na Akademii Sztuk Pięknych, do służby wojskowej kobiet i do udziału w obradach Parlamentu. Po „La Fronde” Marguerite Durand utworzyła jeszcze dwa dzienniki: „L’Action” (1905) i „Les Nouvelles” (1909).
Podczas Wystawy Światowej 1910 zorganizowała kongres w obronie praw kobiet. Pomagała w tworzeniu związków zawodowych. W roku 1910 próbowała zorganizować kobiety do kandydowania w wyborach.
Mimo zaangażowania społecznego, Marguerite Durand pozostała atrakcyjną, elegancką kobietą. Przechadzała się po ulicach Paryża z oswojonym lwem o imieniu „Tiger”. Wywalczyła stworzenie cmentarza dla zwierząt w Asnières-sur-Seine.
W 1931 roku po przekazaniu zbiorów przez Durand miastu została otwarta w Paryżu Bibliothèque Marguerite Durand, gromadząca publikacje o równouprawnieniu kobiet.